# Крестовоздвиженская церковь (Бобры)
Крестовоздвиженская церковь — православный храм в селе Бобры (Лидский район). Расположен в центре села. Храм спроектирован в традициях народного деревянного строительства. Построен в 1810 году.

## История
В начале XIX века Караль Ляскович купил у Радивилов имение Бобры. До 1810 года он руководил строительством деревянной церкви Святого Креста. Возле новой церкви посадили дуб, который растет до сих пор. Существует мнение, что этому дубу четыреста лет.
В 1829 году при Бобровской церкви действовала больница для одиноких стариков и сирот, в ней проживало 6 человек.
Известны следующие греко-католические священники Бобровской церкви.
- Николай Доминиковский, сын Игната, в 1819 году был администратором церкви в Бобрах.
- Иосиф Канахович, 1793 года рождения, с 1832 года священник церкви в селе Бобры.
- Мацей Барановский, родился в 1800 году и учился в школе при Жировицком монастыре. В 1832 году он был викарием церкви Гольдау, с 1834 по 1837 год. — священник церкви в Бобрах.
- Феодор Степуринский (Степура), 1808 года рождения, с 1837 года — администратор церкви в Бобрах.

В 1880 году над нефом церкви была построена звонница, а у входа устроен притвор. Церковь окружена невысокой стеной, от которой лучше всего сохранилась фасадная часть.
В приходе было 120 дворов, 478 мужчин и 457 женщин. Псалмопевец этой церкви Игнат Филипович преподавал грамоту в Бобровском училище, а священник преподавал Закон Божий.
Александр Беляев распространял среди верующих белорусскую газету «Крыница», вел белорусско-просветительскую работу. Следующий священник, Константин Метелица, с 10 сентября 1927 года был администратором церковного филиала в селе Бобры Лебедской коммуны. 15 мая 1931 года сюда был переведен (с разжалованием) белорусский священник Николай Мышковский, дети которого учились в Белорусской гимназии в Вильнюсе.
В 1935 году храм был восстановлен.
В начале 1960-х годов атеистические власти закрыли церковь и запретили службы.
С 1990-х годов церковь в Бобрах находится в хорошем состоянии и действует.

## Архитектура
Продольная и осевая композиция храма состоит из притвора, нефа, молитвенного зала, прямоугольной апсиды с тремя ризницами. В 1880 году над бабинцем была возведена колокольня. Архитектурная выразительность здания достигается ярусным сочетанием отдельных бревенчатых крыш (общих над основным объемом и апсидой), выделением прямоугольных оконных проемов в простых молдингах на вертикальной стороне стен.
Неф и апсида, отличающиеся деревянным иконостасом, широкими проемами открываются в молитвенный зал. В апсиде сохранилась красочная вырезка, изображающая пейзаж.

## Трассирующий камень
На погосте к северу от храма находится валун высотой 0,5 м со следом женской ноги примерно 34 размера. По местным преданиям, эта тропа принадлежит Богородице. Этот валун раньше находился на лугу за церковным кладбищем. В 1920-е годы его привезли в храм и освятил местный священник.